# Tamara Vallarta
Tamara Vallarta Compean es una actriz, directora de cine y cantante mexicana, reconocida principalmente por interpretar el papel de Gabriela Cisneros en la serie de televisión de 2019 Tijuana.

## Carrera
Vallarta inició su carrera a mediados de la década de 2010, apareciendo en algunos cortometrajes y en series de televisión como Un día cualquiera, Paquita la del barrio y La bandida. En 2018 apareció en los largometrajes Plan V y Más sabe el diablo por viejo. En 2019 figuró en el telefilme Criaturas ajenas y en las series El candidato y Claramente. Ese mismo año obtuvo repercusión internacional al interpretar el papel de Gabriela Cisneros en la serie de televisión de Netflix Tijuana, protagonizada junto al actor Damián Alcázar.
Vallarta también se ha desempeñado como directora, debutando en 2019 con el cortometraje In the absence of your smiling face.

## Filmografía

### Televisión
- 2021-2022 S.O.S me estoy enamorando .... María[9]
- 2021 - ¿Te acuerdas de mí? .... Laiza[10]
- 2020 - El candidato .... Mónica[11]
- 2019 - Claramente .... Giuseppina
- 2019 - Tijuana .... Gabriela Cisneros
- 2019 - La bandida .... Esperanza Ávila
- 2017 - Paquita la del barrio .... La Chuya
- 2016 - Un día cualquiera .... Ingrid

## Cine
- 2020 - In the absence of your smiling face (corto, directora)
- 2020 - Meister des Todes 2 .... Sara Batres
- 2020 - Contar el amor
- 2018 - Plan V.... Laurentina
- 2018 - Más sabe el diablo por viejo .... Universitaria
- 2018 - The Dog Killer's Trial
- 2016 - Clara & Justina (corto) .... Justina